# Бета-функция

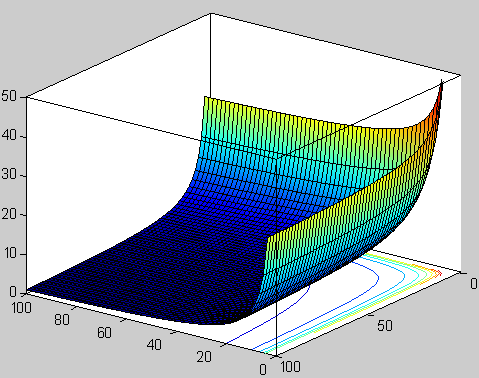
График бета-функции при вещественных аргументах

В математике бета-функцией ({\displaystyle \mathrm {B} }-функцией, бета-функцией Эйлера или интегралом Эйлера I рода) называется следующая специальная функция от двух комплексных переменных:
{\displaystyle \mathrm {B} (x,y)=\int \limits _{0}^{1}t^{x-1}(1-t)^{y-1}\,dt,}
определённая при {\displaystyle \operatorname {Re} x>0}, {\displaystyle \operatorname {Re} y>0}.
Бета-функция была изучена Эйлером, Лежандром[когда?], а название ей дал Жак Бине.

## Свойства
Бета-функция симметрична относительно перестановки переменных, то есть
{\displaystyle \mathrm {B} (x,y)=\operatorname {\mathrm {B} } (y,x).}
Бета-функцию можно выразить через другие функции:
{\displaystyle \mathrm {B} (x,y)={\frac {\Gamma (x)\Gamma (y)}{\Gamma (x+y)}},}
где {\displaystyle \Gamma (x)} — Гамма-функция;
{\displaystyle \mathrm {B} (x,y)=2\int \limits _{0}^{\pi /2}\sin ^{2x-1}\theta \cos ^{2y-1}\theta \,d\theta ,\quad \operatorname {Re} x>0,\ \operatorname {Re} y>0;}
{\displaystyle \mathrm {B} (x,y)=\int \limits _{0}^{\infty }{\frac {t^{x-1}}{(1+t)^{x+y}}}\,dt,\quad \operatorname {Re} x>0,\ \operatorname {Re} y>0;}
{\displaystyle \mathrm {B} (x,y)={\frac {1}{y}}\sum _{n=0}^{\infty }(-1)^{n}{\frac {(y)_{n+1}}{n!(x+n)}},}
где {\displaystyle (x)_{n}} — нисходящий факториал, равный {\displaystyle x\cdot (x-1)\cdot (x-2)\cdot \ldots \cdot (x-n+1)}.
Подобно тому как гамма-функция для целых чисел является обобщением факториала, бета-функция является обобщением биномиальных коэффициентов с немного изменёнными параметрами:
{\displaystyle {\binom {n}{k}}={\frac {1}{(n+1)\mathrm {B} (n-k+1,k+1)}}.}
Бета-функция удовлетворяет двумерному разностному уравнению:
{\displaystyle \mathrm {B} (x,y)-\mathrm {B} (x+1,y)-\mathrm {B} (x,y+1)=0.}

## Производные
Частные производные у бета-функции следующие:
{\displaystyle {\frac {\partial }{\partial x}}\mathrm {B} (x,y)=\mathrm {B} (x,y)\left({\frac {\Gamma '(x)}{\Gamma (x)}}-{\frac {\Gamma '(x+y)}{\Gamma (x+y)}}\right)=\mathrm {B} (x,y){\big (}\psi (x)-\psi (x+y){\big )},}
{\displaystyle {\frac {\partial }{\partial y}}\mathrm {B} (x,y)=\mathrm {B} (x,y)\left({\frac {\Gamma '(y)}{\Gamma (y)}}-{\frac {\Gamma '(x+y)}{\Gamma (x+y)}}\right)=\mathrm {B} (x,y){\big (}\psi (y)-\psi (x+y){\big )},}
где {\displaystyle \psi (x)} — дигамма-функция.

## Неполная бета-функция
Неполная бета-функция — это обобщение бета-функции, заменяющее интеграл по отрезку {\displaystyle [0,1]} на интеграл с переменным верхним пределом:
{\displaystyle \mathrm {B} _{x}(a,b)=\int \limits _{0}^{x}t^{a-1}(1-t)^{b-1}\,dt.}
При {\displaystyle x=1} неполная бета-функция совпадает с полной.
Регуляризованная неполная бета-функция определяется через полную и неполную бета-функции:
{\displaystyle I_{x}(a,b)={\frac {\mathrm {B} _{x}(a,b)}{\mathrm {B} (a,b)}}.}

### СвойстваI(x){\displaystyle I(x)}
{\displaystyle I_{0}(a,b)=0,}
{\displaystyle I_{1}(a,b)=1,}
{\displaystyle I_{x}(a,b)=1-I_{1-x}(b,a),}
{\displaystyle I_{x}(a+1,b)=I_{x}(a,b)-{\frac {x^{a}(1-x)^{b}}{aB(a,b)}}.}